# 삼갈
삼갈(공동번역성서, 개신교), 삼가르(로마가톨릭)(שַׁמְגַּר)는 판관기에 등장하는 판관이다. 오드니엘, 에훗에 이어 세 번째로 등장하며, 아낫의 아들로 언급된다.

## 행
아낫의 아들 삼갈은 판관기에서 두 번 언급되는데, 각각 다음과 같다.
1. 판관기 3장 31절에서 삼갈은 에훗 다음으로 사사가 되었다고 기록한다. 불레셋인 600명을 소몰이 막대로 쳐죽여 이스라엘 민족을 구하였다고 한다.
2. 판관기 5장 6절에서 드보라와 바락의 노래 중에 삼갈은 과거의 통치자중 한명으로 언급된다. 삼갈의 시대에 큰길은 버려졌고 오솔길로 사람들이 다녔다고 한다.

다른 판관들과 달리 삼갈의 이야기는 서두나 결론, 평화를 유지한 기간 등이 서술되어있지 않고, 아주 짧게 그 행적만이 기록되어있을 뿐이다. 오래된 일부 사본들에서는 삼갈의 이야기가 에훗 다음이 아닌 삼손의 다음에 배치되어있는데, 맥락을 볼 때 삼갈의 이야기가 원래 삼손의 이야기 직후에 배치되어 있었을 것이라고 추정하는 학자들도 있다.
삼갈의 행적은 사무엘하 23장 11절에 등장하는 아게의 아들 삼마와도 비슷하다는 지적이 있다. 삼마는 다윗 왕의 삼십 용사들 중 한명이다. 삼마와 삼갈이 동일인물이며, 드보라와 바락의 노래에 등장하기 때문에 드보라의 이야기 직전에 의도적으로 배치하였고, 삼마에 대한 전승에 드보라의 노래 내용을 섞어서 기록한 것이라는 해석도 있다.

## 출신
유대교에서는 삼갈을 이스라엘 민족의 정당한 지배자보다, 이스라엘 민족을 지배한 외국인이라는 해석도 존재한다. 이러한 해석은 그 이름에서 기인한다. 히타이트 카르케미시의 왕들 중 한명인 상가라와 삼갈이라는 이름이 비슷하고, 아낫의 아들은 당시 가나안 지역에서 숭배하던 전쟁의 여신인 아나트의 아들이라는 뜻으로 고귀한 혈통을 나타내는 일반적 표현이라는 것이 그 주장이다. 실제로 여호수아기에 등장하는 베다낫, 아나돗의 어원도 아나트로 보기도 한다.

## 삼갈의 막대기
삼갈이 블레셋 사람들 600명을 때려죽일 때 사용했다고 번역된 소몰이 막대(히브리어: מַלְמַד הַבָּקָר)는 성경에 한 번만 등장하는 단어인 하팍스 레고메나에 해당한다. 70인역 성경에서 '창'(고대 그리스어: ἀκοντίῳ)으로 번역되고, 히브리어 어근을 분석하여 훈육에 사용되는 도구라는 점에서 소모는 '막대'로 번역되는 것이 일반적이다.